# Herman I de Celje
Herman I (în germană Hermann I. von Cilli; n. 1333 – d. 31 martie 1385) a fost conte de Celje din 1341. Între 1359 și 1368 a reprezentat familia Celje împreună cu fratele său, Ulrich I, iar din 1368 până în 1385 Herman a fost conducătorul familiei de Celje.

## Biografie
Herman a fost fiul primului conte de Celje, Frederic I (c. 1300 – 1359), și al soției sale, Diemut de Walsee (d. 1353/1357), fiica lui Ulrich I de Walsee (d. 1329).
Herman I a condus familia de Celje între 1359 și 1385. În primul deceniu a cârmuit împreună cu fratele său mai mare, Ulrich I, un important comandant militar mercenar al timpului său. După moartea lui Ulrich în 1368, Herman a preluat tutela nepotului său, Wilhelm, și a fost de facto șeful familiei. În timpul său, familia de Celje a început să-și extindă influența în teritoriile care astăzi sunt parte a Sloveniei și în sudul Carintiei până în Europa Centrală și Balcani. Împreună cu fiul său, Herman al II-lea, și nepotul său, Wilhelm (n.c. 1361 – d. 1392), Herman I a participat la Cruciada prusacă în 1377 alături de ducele Albert al III-lea al Austriei.
Prin căsătoria cu prințesa bosniacă, Caterina (a cărei origine nu este încă exact stabilită), Herman a devenit cumnatul regelui Bosniei, Ștefan Tvrtko I.
La sfârșitul vieții Herman I era cel mai mare proprietar de domenii de pe teritoriul Sloveniei de astăzi, unde posesiunile sale depășeau semnificativ pe cele ale Habsburgilor, suzeranii săi. Herman al II-lea, fiul său, a continuat să extindă posesiunile și influența familiei de Celje.

## Descendenți
Herman I a fost căsătorit cu Caterina Kotromanić (n.c. 1336 – d.c. 1396). Cuplul a avut doi fii:
- Hans (n.c. 1363 – d. 1372), căsătorit cu Margareta de Pfannberg;
- Herman al II-lea (n.c. 1365 – d. 1435), succesor al tatălui său, ban al Croației și Dalmației, căsătorit cu contesa Anna (d. înainte de 1396), fiică a contelui Henric al VII-lea de Schaunberg.